# Antonio García Gutiérrez

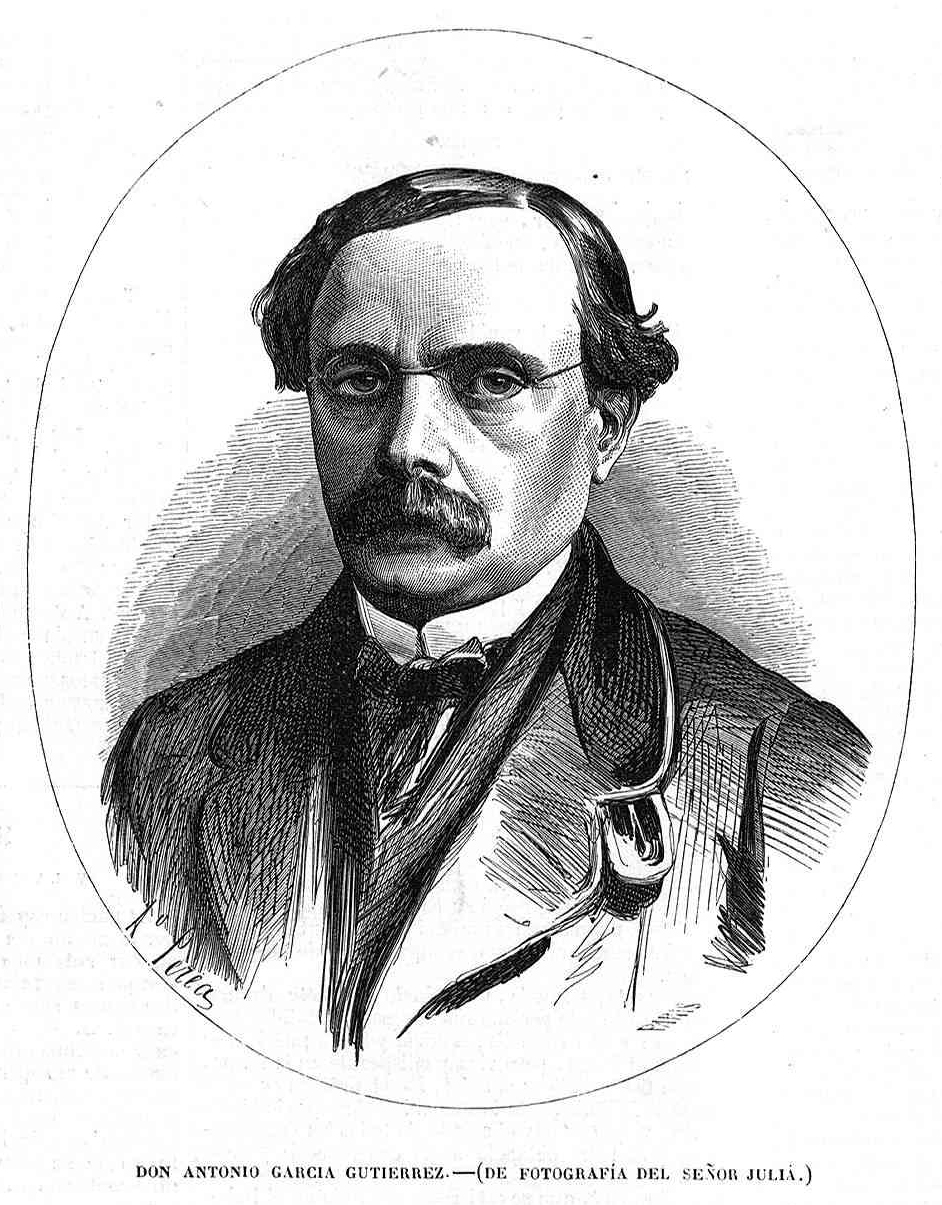
Antonio García Gutiérrez

Antonio García Gutiérrez (5. října 1813 Chiclana de la Frontera, provincie Cádiz – 26. srpna 1884 Madrid) byl španělský romantický dramatik a básník. Od roku 1862 byl členem Španělské královské akademie.

## Život
Antonio García Gutiérrez vystudoval medicínu ve svém rodném městě. V roce 1833 odešel do Madridu, kde se živil jako překladatel. Překládal hry Eugène Scribeho a Alexandra Dumase staršího. Úspěch mu přineslo teprve jeho vlastní drama El Trovador (Trubadúr), která mělo premiéru 1. března 1836. Záhy se vypracoval mezi nejvýznamnější španělské dramatiky 19. století.
Přes domácí úspěchy odešel do Latinské Ameriky a pracoval jako novinář na Kubě a v Mexiku. Do Španělska se vrátil v roce 1850. V Evropě se stal známým díky opeře Giuseppe Verdiho Trubadúr, jejíž libreto napsali Salvatore Cammarano a Leone Emmanuele Bardare podle Gutiérrezova dramatu El Trovador. V roce 1857 pak Verdi zhudebnil i další jeho hru Simon Bocanegra.
V dalších letech napsal řadu textů k zarzuelám, nejčastěji ve spolupráci se skladateli Emiliem Arrietou a Franciscem Asenjem. Z nich nejznámější jsou zarzuely El grumete (1853), La Venganza Catalana (1864) a Juan Lorenzo (1865).
Kromě divadelních her a zarzuel vydal dvě básnické sbírky Poesías (1840) a Luz y tinieblas (1842). V posledních letech života byl ředitelem Archeologického muzea v Madridu.

## Dílo

### Divadelní hry
- El trovador, přepracováno na libreto Verdiho opery Trubadúr (1836)
- El paje (1837)
- El Rey Monje (1837)
- El rey monje (1839)
- El encubierto de Valencia (1840)
- Simón Bocanegra (1843), přepracováno na libreto Verdiho opery Simon Boccanegra (1857)
- La venganza catalana (1864)
- Juan Lorenzo (1865)
- Doña Urraca de Castilla
- Las bodas de Doña Sancha
- El tesorero del rey
- Un duelo a muerte
- Zaida
- Afectos de odio y amor
- El bastardo
- De un apuro otro mayor.
- Sendas opuestas
- Los desposorios de Inés
- Eclipse parcial
- Un grano de arena
- Los millonarios
- El caballero de industria
- Crisálida y mariposa (1872)

### Zarzuely
- El Grumete (1853)
- El robo de las Sabinas
- La tabernera de Londres
- La espada de Bernardo
- El capitán negrero
- Cegar por ver
- Galán de noche
- La cacería real
- Llamada y tropa

### Poesie
- Poesías (1840)
- Luz y tinieblas (1842)